# میهای ولنتیر
میهای وُلُنتیر (انگلیسی: Mihai Volontir؛ زادهٔ ۹ مارس ۱۹۳۴ در پادشاهی رومانی) هنرپیشه اهل مولداوی است. وی همچنین برنده جوایزی همچون جایزه هنرمند مردمی اتحاد جماهیر شوروی شده بود.